# Pichl bei Wels
Pichl bei Wels è un comune austriaco di 2 811 abitanti nel distretto di Wels-Land, in Alta Austria; ha lo status di comune mercato (Marktgemeinde).